# Quartet de corda núm. 5 (Mozart)
El Quartet de corda núm. 5 en fa major, K. 158, és una composició de Wolfgang Amadeus Mozart escrita a inicis de 1773, a Milà (Itàlia), durant el tercer viatge de Mozart a Itàlia. Es tracta del quart d'una sèrie de sis quartets, coneguts com a Quartets milanesos. Foren compostos mentre Mozart estava treballant en la seva òpera Lucio Silla que s'havia d'estrenar al Teatro Regio Ducal.
Consta de tres moviments:
1. Allegro
2. Andante
3. Molto allegretto